# Келер, Роберт
Роберт Келер (англ. Robert Koehler; 28 ноября 1850, Гамбург, Германский союз — 23 апреля 1917, Миннеаполис) — немецко-американский художник, педагог, бо́льшую часть своей карьеры провёл в США.

## Биография
В 1854 г. вместе с родителями переехал в Соединенные Штаты. Получил образование в Милуоки, штат Висконсин, где изучал литографию, практиковал в Питтсбурге, штат Пенсильвания и Нью-Йорке. После обучения искусству рисования в вечерних классах Национальной академии дизайна отправился на родину, где с 1873 года обучался изобразительному искусству в Мюнхенской академии художеств у Л. Лёффца и Ф. Дефреггера.
Избрал своей сферой деятельности жанровую и портретную живопись. Начал выставляться в Национальной академии в Нью-Йорке в 1877 году. В 1885 году возглавил частную художественную школу в этом городе.
Среди учеников был Альфонс Муха.
В 1893 году был назначен директором Художественной школы Миннеаполиса (с 1914 года — почётный директор). Был президентом Художественной комиссии штата Миннесота (с 1903 по 1910). Член Лиги художников Миннеаполиса; почётный член Художественного общества штата Миннесота; почётный член Ассоциации выпускников Школы искусств Миннеаполиса; член Общества западных художников; член Института изящных искусств и литературы Парижа.
Читал лекции по предметам искусства. Организовал Американский отдел на Международных художественных выставках в Мюнхене в 1883 и 1888 годах.
Награждён бронзовой и серебряной медалями Мюнхенской академии, почётное упоминание на всемирной выставке 1889 г. в Париже, бронзовой медалью на Международной художественной выставке в Буэнос-Айресе в 1910 г., крест ордена Святого Михаила Баварского (1888).
Картины художника хранятся ныне в Пенсильванской академии изящных искусств, Государственном университете Миннесоты, Немецком исторический музее в Берлине и др.